# Thomas Caywood
Thomas E. Caywood (9 de maio de 1919 – Peoria, Arizona, 19 de dezembro de 2008) foi um matemático e cientista da computação estadunidense, cofundador do Institute for Operations Research and the Management Sciences (na época Operations Research Society of America).
Caywood frequentou o Cornell College e estudou na Universidade Northwestern. Trabalhou no Harvard Systems Research Laboratory. Obteve um PhD em 1947 na Universidade Harvard, orientado por Garrett Birkhoff, com a tese Axially Symmetric Harmonic Functions. Foi depois para o Institute for Air Weapons Research da Universidade de Chicago.
In 1965 seu nome apareceu em uma lista de acadêmicos envolvidos com o Projeto Camelot.